# Championnats du monde de karaté 1990
Navigation
Édition précédente Édition suivante
Les championnats du monde de karaté 1990 ont eu lieu à Mexico, au Mexique, en 1990. Il s'agissait de la dixième édition des championnats du monde de karaté senior. Au total, 673 karatékas provenant de 53 pays du monde ont participé aux seize épreuves au programme.

## Résultats

### Épreuves individuelles

#### Kata
| Rang | Pays    | Karatéka       |
| ---- | ------- | -------------- |
| 1    | Japon   | T. Aihara      |
| 2    | Italie  | Dario Marchini |
| 3    | Espagne | L. Sanz        |

| Rang | Pays       | Karatéka     |
| ---- | ---------- | ------------ |
| 1    | Japon      | Yukio Mimura |
| 2    | Japon      | H. Yokoyama  |
| 3    | États-Unis | D. Tang      |

#### Kumite

##### Kumitemasculin
| Rang | Pays    | Karatéka      |
| ---- | ------- | ------------- |
| 1    | Norvège | Stein Rønning |
| 2    | Japon   | Hideto Nakano |
| 3    | Turquie | V. Bugur      |
| 3    | Turquie | H. Yagli      |

| Rang | Pays        | Karatéka   |
| ---- | ----------- | ---------- |
| 1    | Japon       | T. Azumi   |
| 2    | Yougoslavie | G. Romic   |
| 3    | Turquie     | B. Kandaz  |
| 3    | Espagne     | J. Puertas |

| Rang | Pays        | Karatéka       |
| ---- | ----------- | -------------- |
| 1    | Turquie     | H. Alagas      |
| 2    | Italie      | V. Amicone     |
| 3    | Japon       | Y. Anzai       |
| 3    | Royaume-Uni | William Thomas |

| Rang | Pays        | Karatéka         |
| ---- | ----------- | ---------------- |
| 1    | Japon       | H. Tamaru        |
| 2    | Royaume-Uni | G. Francis       |
| 3    | Angleterre  | P. Alderson      |
| 3    | Italie      | Gennaro Talarico |

| Rang | Pays    | Karatéka            |
| ---- | ------- | ------------------- |
| 1    | Espagne | José Manuel Egea    |
| 2    | Norvège | Morten Alstadsæther |
| 3    | Mexique | R. Hernandez        |
| 3    | Suède   | O. Pokoeni          |

| Rang | Pays        | Karatéka     |
| ---- | ----------- | ------------ |
| 1    | France      | Marc Pyrée   |
| 2    | Royaume-Uni | Ian Cole     |
| 3    | Allemagne   | R. Brachmann |
| 3    | Turquie     | I. Ercin     |

| Rang | Pays        | Karatéka            |
| ---- | ----------- | ------------------- |
| 1    | France      | Giovanni Tramontini |
| 2    | Yougoslavie | V. Micovic          |
| 3    | Canada      | M. Hamon            |
| 3    | Japon       | Y. Uchida           |

| Rang | Pays        | Karatéka    |
| ---- | ----------- | ----------- |
| 1    | Royaume-Uni | Wayne Otto  |
| 2    | Autriche    | S. Jez      |
| 3    | Espagne     | M. Alvarado |
| 3    | Pays-Bas    | A. Leito    |

##### Kumiteféminin
| Rang | Pays     | Karatéka    |
| ---- | -------- | ----------- |
| 1    | Japon    | Yuko Hasama |
| 2    | Mexique  | A. Flores   |
| 3    | Espagne  | E. Chamarro |
| 3    | Pays-Bas | Y. Senff    |

| Rang | Pays        | Karatéka          |
| ---- | ----------- | ----------------- |
| 1    | France      | Monique Amghar    |
| 2    | Italie      | Chiara Stella Bux |
| 3    | Allemagne   | C. Dorrie         |
| 3    | Royaume-Uni | M. Samuel         |

| Rang | Pays      | Karatéka           |
| ---- | --------- | ------------------ |
| 1    | France    | Catherine Belrhiti |
| 2    | Italie    | M. Sartirani       |
| 3    | Australie | B. Brogan          |
| 3    | Japon     | K. Kawano          |

### Épreuve par équipes

#### Kata
| Rang | Pays   |
| ---- | ------ |
| 1    | Italie |
| 2    | Japon  |
| 3    | France |

| Rang | Pays                              |
| ---- | --------------------------------- |
| 1    | Japon                             |
| 2    | États-Unis                        |
| 3    | France Marina Chan Liat notamment |

#### Kumite
| Rang | Pays        |
| ---- | ----------- |
| 1    | Royaume-Uni |
| 2    | France      |
| 3    | Espagne     |
| 3    | Pays-Bas    |

## Tableau des médailles
Au total, 60 médailles ont été attribuées à 16 pays différents, et sept sont repartis avec au moins une médaille en or. Le Japon termine largement en tête du tableau des médailles tandis que le pays hôte se classe neuvième ex aequo avec deux médailles.
| Tableau des médailles |             |    |        |        |       |
| Rang                  | Pays        | Or | Argent | Bronze | Total |
| 1                     | Japon       | 6  | 3      | 3      | 12    |
| 2                     | France      | 4  | 1      | 2      | 7     |
| 3                     | Royaume-Uni | 2  | 2      | 2      | 6     |
| 4                     | Italie      | 1  | 4      | 1      | 6     |
| 5                     | Norvège     | 1  | 1      | 0      | 2     |
| 6                     | Espagne     | 1  | 0      | 5      | 6     |
| 7                     | Turquie     | 1  | 0      | 4      | 5     |
| 8                     | Yougoslavie | 0  | 2      | 0      | 2     |
| 9                     | États-Unis  | 0  | 1      | 1      | 2     |
| 9                     | Mexique     | 0  | 1      | 1      | 2     |
| 11                    | Autriche    | 0  | 1      | 0      | 1     |
| 12                    | Allemagne   | 0  | 0      | 2      | 2     |
| 13                    | Angleterre  | 0  | 0      | 1      | 1     |
| 13                    | Australie   | 0  | 0      | 1      | 1     |
| 13                    | Canada      | 0  | 0      | 1      | 1     |
| 13                    | Suède       | 0  | 0      | 1      | 1     |